# Gnomidolon proximum
Gnomidolon proximum är en skalbaggsart som beskrevs av Martins 1960. Gnomidolon proximum ingår i släktet Gnomidolon och familjen långhorningar. Inga underarter finns listade i Catalogue of Life.